# Jordanka Donkova
Jordanka Donkova (Bulgaars: Йорданка Донкова) (Gorni Bogrow, 28 september 1961) is een voormalige Bulgaarse hordeloopster, die halverwege de jaren tachtig tot de sterkste hordeloopsters ter wereld behoorde. Ze was olympisch kampioene, Europees kampioene en verbeterde meerdere malen het wereldrecord, dat bijna 28 jaar ononderbroken op haar naam stond tot het in 2016 door Kendra Harrison werd verbeterd met één honderdste van een seconde. Ook won ze drie Europese indoortitels door in 1987, 1989 en 1994 Europees kampioene te worden op de 60 m horden.

## Biografie

### Wereldrecordhoudster
Donkova had met een tijd van 12,21 s van 20 augustus 1988 tot 22 juli 2016 het wereldrecord op de 100 m horden in handen. Reeds in 1986 evenaarde zij het toenmalige wereldrecord van de Poolse Grażyna Rabsztyn, waarna zij dit in hetzelfde jaar nog driemaal verbeterde. In 1987 raakte Donkova haar record weer kwijt aan haar landgenote Ginka Sagortschewa, die haar met een honderdste seconde aftroefde, waarna zij ten slotte in 1988 in Stara Zagora haar laatste record vestigde.

### Zilver, goud en brons op EK
Bij de Europese kampioenschappen van 1982 in Athene won Jordanka Donkova op de 100 m horden een zilveren medaille, waarna zij vier jaar later op de EK in Stuttgart op het hoogste erepodium mocht plaatsnemen. Ook won zij tijdens deze kampioenschappen nog een zilveren medaille op de 4 x 100 m estafette. Zes jaar later was er voor haar opnieuw eremetaal weggelegd in de vorm van een bronzen plak bij de Europese kampioenschappen in Helsinki.

### Goud, zilver en drie wereldrecords binnen één maand
De succesvolste maand was voor Jordanka Donkova die van midden augustus tot midden september in 1986. Eerst liep zij op 17 augustus tijdens de Grand Prix in Keulen een wereldrecord, waarna zij dit binnen een uur alweer verbeterde. Op 29 augustus won ze op de EK in Stuttgart die gouden plak en twee dagen later de zilveren op de 4 x 100 m. Vervolgens liep zij op 7 september in Ljubljana andermaal een wereldrecord. Drie wereldrecords, een gouden en een zilveren medaille binnen één maand!

### Olympisch kampioene
Op de Olympische Spelen van 1988 in Seoel won ze de gouden medaille op de 100 m horden in de olympische recordtijd van 12,38 vóór de Oost-Duitse Gloria Siebert en de West-Duitse Claudia Zackiewicz. Dat jaar nam zij ook deel aan de 4 x 100 m estafette, waarbij zij met haar teamgenotes Tzvetanka Iljeva, Valja Demireva en Nadeshda Gueorgujeva een vijfde plaats behaalde in de finale. Vier jaar later viel zij op de Olympische Spelen in Barcelona op de 100 m horden opnieuw in de prijzen, al werd het ditmaal brons in 12,70 achter de Griekse Voula Patoulidou (goud; 12,645) en de Amerikaanse LaVonna Martin (zilver; 12,69).

### Privé
Jordanka Donkova, die als gevolg van een ongeval tijdens haar jeugd twee vingers aan haar rechterhand mist, heeft drie kinderen, een zoon, geboren in 1991, en een meisjestweeling, geboren in 1996. 

## Titels
- Olympisch kampioene 100 m horden - 1988
- Europees kampioene 100 m horden - 1986
- Europees indoorkampioene 60 m horden - 1987, 1989, 1994
- Balkan kampioene 100 m horden - 1980, 1984, 1986
- Bulgaars kampioene 100 m horden - 1980, 1982, 1984, 1986, 1994
- Bulgaars indoorkampioene 60 m horden - 1982, 1984, 1986, 1987, 1992

## Records

### Persoonlijke records
Outdoor
| Onderdeel    | Prestatie                     | Datum            | Plaats       |
| ------------ | ----------------------------- | ---------------- | ------------ |
| 100 m        | 11,27 s                       | 1982             |              |
| 100 m horden | 12,21 s (ex-WR; AR)(+0,7 m/s) | 20 augustus 1988 | Stara Zagora |

Indoor
| Onderdeel   | Prestatie          | Datum            | Plaats   |
| ----------- | ------------------ | ---------------- | -------- |
| 50 m horden | 6,77 s (NR)        | 7 februari 1993  | Grenoble |
| 60 m horden | 7,74 s (ex-WR; NR) | 14 februari 1987 | Sofia    |

### Wereldrecords
| Tijd    | Datum            | Plaats       |
| ------- | ---------------- | ------------ |
| 12,36 s | 13 augustus 1986 | Sofia        |
| 12,34 s | 17 augustus 1986 | Keulen       |
| 12,29 s | 17 augustus 1986 | Keulen       |
| 12,26 s | 7 september 1986 | Ljubljana    |
| 12,21 s | 20 augustus 1988 | Stara Zagora |

## Palmares

### 60 m horden
- 1982:  EK indoor - 8,09 s
- 1984:  EK indoor - 8,09 s
- 1987:  EK indoor - 7,79 s
- 1987:  WK indoor - 7,85 s
- 1989:  EK indoor - 7,87 s
- 1992:  EK indoor - 8,03 s
- 1994:  EK indoor - 7,85 s

### 100 m horden
- 1982:  EK - 12,54 s
- 1984:  Vriendschapsspelen - 12,55 s
- 1986:  EK - 12,38 s
- 1986:  Goodwill Games - 12,40 s
- 1986:  Grand Prix Finale - 12,47 s
- 1987: 4e WK - 12,49 s
- 1987:  Europacup - 12,53 s
- 1988:  OS - 12,38 s
- 1992:  OS - 12,70 s
- 1994:  EK - 12,93 s
- 1995:  Europacup B in Turku - 13,45 s

### 4 x 100 m
- 1988: 5e OS - 43,02 s

1972: Annelie Ehrhardt ·
1976: Johanna Schaller ·
1980: Vera Komisova ·
1984: Benita Fitzgerald-Brown ·
1988: Jordanka Donkova ·
1992: Voula Patoulidou ·
1996: Ludmila Engquist ·
2000: Olga Sjisjigina ·
2004: Joanna Hayes ·
2008: Dawn Harper ·
2012: Sally Pearson ·
2016: Brianna Rollins ·
2020: Jasmine Camacho-Quinn ·
2024: Masai Russell